# ФК „Скрита сила“
ФК „Скрита сила“ е български футболен отбор от село Мъдрево. От сезон 2008-2009 г. се състезава във Североизточната В група. Цветовете на отбора са синьо и жълто.